# FG Девы
FG Девы (лат. FG Virginis), HD 106384 — кратная звезда в созвездии Девы на расстоянии приблизительно 272 световых лет (около 83,2 парсек) от Солнца.
Одна из наиболее хорошо изученных переменных типа Дельты Щита***.
Открыта Олином Джеуком Эггеном в 1971 году**.

## Характеристики
Первый компонент (WDS J12143-0543Aa) — белая пульсирующая переменная звезда типа Дельты Щита (DSCTC) спектрального класса A5, или A8-9V, или Am. Визуальная звёздная величина звезды — от +6,58m до +6,53m. Масса — около 1,783 солнечной, радиус — около 2,177 солнечного, светимость — около 12,974 солнечной. Эффективная температура — около 7254 K.
Второй компонент (WDS J12143-0543Ab). Визуальная звёздная величина звезды — +7,3m. Удалён на 0,1 угловой секунды.
Третий компонент (WDS J12143-0543B) — жёлто-белая звезда спектрального класса F. Визуальная звёздная величина звезды — +13,51m. Удалён на 9,7 угловой секунды.
Четвёртый компонент (WDS J12143-0543C) — оранжевая звезда спектрального класса K. Визуальная звёздная величина звезды — +11,87m. Масса — около 1,292 солнечной. Эффективная температура — около 4336 K. Удалён на 84,9 угловой секунды.

## Планетная система
В 2019 году учёными, анализирующими данные проектов Hipparcos и Gaia, у звезды обнаружена планета HIP 59676 b.